# 한마음초등로
한마음초등로(Hanmaeumchodeung-ro)는 제주특별자치도 서귀포시 표선면 가시리삼거리에서 표선면 잇는 도로이다.

## 주요 경유지
제주특별자치도
- 서귀포시 표선면

## 노선
| 이름                    | 접속 노선                        | 소재지   | 소재지 | 비고 |
| ----------------------- | -------------------------------- | -------- | ------ | ---- |
| 가시리삼거리            | 지방도 제1136호선 (중산간동로)   | 서귀포시 | 표선면 |      |
| (이름없음)              | 가시로                           | 서귀포시 | 표선면 |      |
| 새가름교                |                                  | 서귀포시 | 표선면 |      |
| 생활체육공원입구 교차로 | 세성로                           | 서귀포시 | 표선면 |      |
| 하천 교차로             | 국가지원지방도 제97호선 (번영로) | 서귀포시 | 표선면 |      |
| 천미교                  |                                  | 서귀포시 | 표선면 |      |
| (삼거리)                | 풍천로                           | 서귀포시 | 표선면 |      |

## 주요 건물 및 시설
- 한마음초등학교 (한마음초등로 408/하천리 1794-1)